# Hans Breetveld
Hans Breetveld (Rotterdam, 11 april 1966) is een Nederlandse acteur, regisseur en scenarioschrijver. Hij studeerde van 1984 tot en met 1988 aan de Toneelschool Amsterdam.

## Theater
- Klassestrijd (1982)
- Gered (1992-1993)
- Drenkelingen (1992-1993)
- De punk skin hippo en de sade (1992-1993)
- Beste maatjes (1992)
- Little voice (1994-1995)
- Dans met mij (1996-1997)
- Mussen en zwanen (1997-2002)
- Mussen en zwanen 2 (1998)
- Midzomerstrandkomedie (1999)
- Het verhoor (2001)
- Vogels (2003)
- Wat zien ik?! (2006-2007)
- Arsenicum en oude kant (2007)
- Bedgeheimen- mussen en zwanen (2009-2010)